# Cleofema
Cleofema (in greco antico: Κλεοφήμα, Kleophema) è un personaggio della mitologia greca. 
Secondo quanto tramandato dal poeta Isillo nel suo Inno ad Asclepio, Zeus diede in sposa sua figlia, la musa Erato, al mortale Malo, eroe eponimo del Capo Malea. Dalla loro unione nacque Cleofema, che si unì poi al re dei lapiti Flegias e con lui generò Coronide, che rapita dal dio Apollo diede infine alla luce il dio della medicina Asclepio.
Secondo un'iscrizione rinvenuta presso il tempio di Asclepio a Epidauro, Isillo chiese consiglio all'Oracolo di Delfi prima di formulare la sua genealogia di Asclepio.